# ゲレンデがとけるほど恋したい。
『ゲレンデがとけるほど恋したい。』（ゲレンデがとけるほどこいしたい）は、1995年公開の日本映画。

## 概要
本作は、ニュージーランドが舞台となり、スキーやスノーボードなどのウインタースポーツを通して、若い男女4人の恋と友情を描いた青春映画である。
なお本作がきっかけとなり、主演俳優の大沢たかおと主題歌を歌う広瀬香美が1999年に結婚したが、2006年に離婚した。

## キャスト
- 大友南楠：清水美砂
- 時雨賢：大沢たかお
- 坂口暦：西田尚美
- 川端柊輔：鈴木一真
- 大友八景：柏原収史
- 松井健治：Kenji
- 岩崎雛子：池内心
- 大坂結子：酒井直子
- 倉橋貴子：夏木マリ
- 駒子：小出早織

## スタッフ
- 原作：永森羽純
- 監督：廣木隆一
- 脚色：加藤正人、宮島秀司
- プロデューサー：宮島秀司
- 音楽監督：庄野賢一
- 撮影：佐々木原保志
- 照明：市川元一
- 美術：丸尾知行
- 録音：宮本久幸
- スキー監修：海和俊宏
- 企画・製作プロダクション：ザ・ヴォイスプロジェクト
- 配給：東宝

## 主題歌
- 「ゲレンデがとけるほど恋したい」（広瀬香美 / ビクターエンタテインメント）
- 「ゲレンデがとけるほど恋したい オリジナル・サウンドトラック」（ビクターエンタテインメント）